# 徐存 (宋朝)
徐存（？—？），字诚叟，号逸平，浙江衢州江山人。宋朝文学家、哲学家。

## 生平
北宋宣和年间，曾求学于理学家杨时。南宋初年，他拒绝秦桧多次征召，隐居南塘，在家乡创建南塘书院，受学弟子有一千余人。其中包括周贲、柴卫、郑升之、郑雍、陆律、江泳等，著有《潜心室铭净》。朱熹任福建同安县主簿时，途径江山，多次探访求教。徐存死后，朱熹撰《重过南塘吊徐逸平先生》。